# Chemin Amouroux
Le chemin Amouroux est une voie de Toulouse, chef-lieu de la région Occitanie, dans le Midi de la France.

## Situation et accès

### Description
Le chemin Amouroux se trouve dans le secteur 4 - Est.

### Voies rencontrées
Le chemin Amouroux rencontre les voies suivantes, dans l'ordre des numéros croissants (« g » indique que la rue se situe à gauche, « d » à droite) :
1. Rue du Faubourg-Bonnefoy
2. Rue Sainte-Marie (d)
3. Rue Sainte-Augustine (d)
4. Rue d'Annecy - accès piéton (d)
5. Rue Roubichou (d)
6. Rue de Beaucaire (d)
7. Rue Jeanne-Fontes (d)
8. Rue de Saint-Tropez (d)
9. Passerelle Amouroux - accès piéton (g)
10. Rue de Tignes (g)
11. Rue d'Hyères (d)
12. Rue de Tignes (g)
13. Chemin de Nicol

### Transports
Le chemin Amouroux est parcouru et desservi, entre la rue du Faubourg-Bonnefoy et la rue de Saint-Tropez, par la ligne de bus 39. Au-delà, entre la rue d'Hyères et le chemin de Nicol, il est desservi par la ligne de bus 19.
Les stations de vélos en libre-service VélôToulouse les plus proches sont les stations no 168 (face 3 place Bila), no 185 (30 rue Roubichou), no 217 (42 chemin Amouroux) et no 218 (24 bis chemin Amouroux).

## Odonymie
Le chemin, aménagé vers 1885, n'a reçu de désignation officielle qu'en 1931. Comme il menait aux usines de l'entreprise Amouroux Frères qui venaient de s'y installer, il en a naturellement pris le nom.

## Patrimoine et lieux d'intérêt

### Cité Amouroux
La cité Amouroux est construite à l'emplacement d'espaces vacants aux alentours des anciennes usines Amouroux Frères, fermées en 1957. La résidence Amouroux I est élevée entre 1963 et 1966, la résidence Amouroux II entre 1966 et 1969. Les anciennes usines ne sont en revanche démolies que progressivement entre 1992 et 1996. Depuis 1981, une partie des bâtiments est préservée et dévolue aux ateliers du Théâtre du Capitole (actuel no 2 rue Jeanne-Fontes). Le site des halles Amouroux est constitué de deux halles : l'une, à la structure en bois, et la « tour de montage », de 12 m de haut, qui reproduit la scène du théâtre, est encore utilisée comme dépôt par les ateliers des costumes du Théâtre du Capitole. La halle en béton, coté sud, présente une structure assez dégradée. L'ensemble est au cœur d'une réflexion portant sur le renouvellement du quartier Amouroux.

### Immeubles et maisons

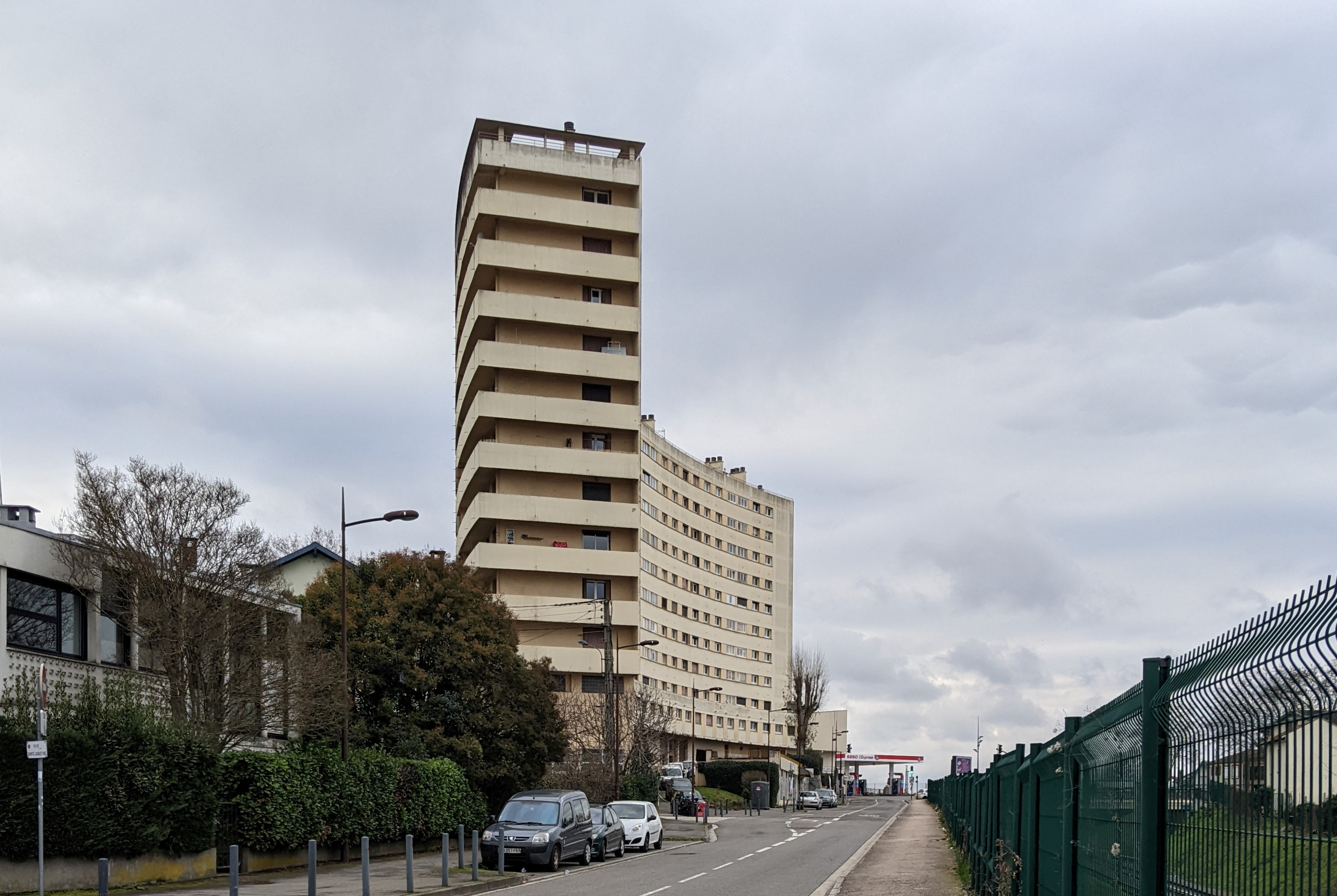
no 2 : la résidence Porte d'Albi.

- no  2 : résidence Porte d'Albi (1960-1961, Viguier)[2].
- no  16 : maison (vers 1955)[3].
- no  173 : maison toulousaine (deuxième moitié du XIXe siècle)[4].
- no  176 : maison toulousaine (deuxième moitié du XIXe siècle).